# PGA Tour 2013
Navigation
Édition précédente Édition suivante
Le circuit de la PGA 2013 est le circuit nord-américain de golf qui se déroule sur l'année 2013. L’événement est organisé par la Professional Golfers' Association of America (PGA) dont la plupart des tournois se tiennent aux États-Unis.
La saison est composée de 40 tournois.

## Tournois
| Dates                   | Tournoi                               | Lieu                 | Vainqueur            | Points |
| ----------------------- | ------------------------------------- | -------------------- | -------------------- | ------ |
| 4 au 7 janvier          | Hyundai Tournament of Champions       | Hawaii               | Dustin Johnson       | 46     |
| 10 au 13 janvier        | Sony Open in Hawaii                   | Hawaii               | Russell Henley       | 38     |
| 17 au 20 janvier        | Humana Challenge                      | Californie           | Brian Gay            | 44     |
| 24 au 27 janvier        | Farmers Insurance Open                | Californie           | Tiger Woods          | 50     |
| 31 janvier au 3 février | Waste Management Phoenix Open         | Arizona              | Phil Mickelson       | 52     |
| 7 au 10 février         | AT&T Pro-Am                           | Californie           | Brandt Snedeker      | 40     |
| 14 au 17 février        | Northern Trust Open                   | Californie           | John Merrick         | 60     |
| 20 au 24 février        | Championnat du monde de match-play    | Arizona              | Luke Donald          | 74     |
| 28 février au 3 mars    | The Honda Classic                     | Floride              | Michael Thompson     | 56     |
| 7 au 10 mars            | Open de Porto Rico                    | Porto Rico           | Scott Brown          | 24     |
| 7 au 10 mars            | WGC-Cadillac Championship             | Floride              | Tiger Woods          | 74     |
| 14 au 17 mars           | Tampa Bay Championship                | Floride              | Kevin Streelman      | 52     |
| 21 au 24 mars           | Arnold Palmer Invitational            | Floride              | Tiger Woods          | 66     |
| 28 au 31 mars           | Shell Houston Open                    | Texas                | Darren Andrew Points | 56     |
| 4 au 7 avril            | Valero Texas Open                     | Texas                | Martin Laird         | 44     |
| 11 au 14 avril          | Masters de golf                       | Géorgie              | Adam Scott           | 100    |
| 18 au 21 avril          | RBC Heritage                          | Caroline du Sud      | Graeme McDowell      | 52     |
| 25 au 28 avril          | Zurich Classic of New Orleans         | Louisiane            | Billy Horschel       | 44     |
| 2 au 5 mai              | Wells Fargo Championship              | Caroline du Nord     | Derek Ernst          | 52     |
| 9 au 12 mai             | The Players Championship              | Floride              | Tiger Woods          | 80     |
| 16 au 19 mai            | HP Byron Nelson Championship          | Texas                | Bae Sang-moon        | 40     |
| 23 au 26 mai            | Crowne Plaza Invitational at Colonial | Texas                | Boo Weekley          | 46     |
| 30 mai au 2 juin        | Memorial Tournament                   | Ohio                 | Matt Kuchar          | 70     |
| 6 au 9 juin             | FedEx St. Jude Classic                | Tennessee            | Harris English       | 34     |
| 13 au 16 juin           | US Open de golf                       | Pennsylvanie         | Justin Rose          | 100    |
| 20 au 23 juin           | Travelers Championship                | Connecticut          | Ken Duke             | 48     |
| 27 au 30 juin           | AT&T National                         | Maryland             | Bill Haas            | 46     |
| 4 au 7 juillet          | Greenbrier Classic                    | Virginie-Occidentale | Jonas Blixt          | 42     |
| 11 au 14 juillet        | John Deere Classic                    | Illinois             | Jordan Spieth        | 36     |
| 18 au 21 juillet        | The Open Championship                 | Écosse               | Phil Mickelson       | 100    |
| 18 au 21 juillet        | Sanderson Farms Championship          | Mississippi          | Woody Austin         | 24     |
| 25 au 28 juillet        | Canadian Open                         | Canada               | Brandt Snedeker      | 46     |
| 1 au 4 août             | Reno-Tahoe Open                       | Nevada               | Gary Woodland        | 24     |
| 1 au 4 août             | WGC-Bridgestone Invitational          | Ohio                 | Tiger Woods          | 76     |
| 8 au 11 août            | Championnat de la PGA                 | New York             | Jason Dufner         | 100    |
| 15 au 18 août           | Wyndham Championship                  | Caroline du Nord     | Patrick Reed         | 44     |
| 22 au 25 août           | The Barclays                          | New Jersey           | Adam Scott           | 74     |
| 30 août au 2 septembre  | Deutsche Bank Championship            | Massachusetts        | Henrik Stenson       | 74     |
| 12 au 15 septembre      | Championnat BMW                       | Illinois             | Zach Johnson         | 72     |
| 19 au 22 septembre      | The Tour Championship                 | Géorgie              | Henrik Stenson       | 60     |
| 3 au 6 octobre          | Presidents Cup                        | Ohio                 | États-Unis           | n/c    |